# Caprella uniforma
Caprella uniforma är en kräftdjursart som beskrevs av La Follette 1915. Caprella uniforma ingår i släktet Caprella och familjen Caprellidae. Inga underarter finns listade i Catalogue of Life.